# Sulat
Sulat is een gemeente in de Filipijnse provincie Eastern Samar op het eiland Samar. Bij de laatste census in 2007 had de gemeente ruim 19 duizend inwoners.

## Geografie

### Bestuurlijke indeling
Sulat is onderverdeeld in de volgende 25 barangays:
| - A-et - Abucay - Baybay - Del Remedio - Kandalakit - Loyola Heights - Mabini - Maglipay - Maramara | - Riverside - San Francisco - San Isidro - San Juan - San Mateo - San Vicente - Santo Niño - Santo Tomas - Tabi |

## Demografie
Sulat had bij de census van 2007 een inwoneraantal van 19.322 mensen. Dit zijn 5.129 mensen (36,1%) meer dan bij de vorige census van 2000. De gemiddelde jaarlijkse groei komt daarmee uit op 4,35%, hetgeen hoger is dan het landelijk jaarlijks gemiddelde over deze periode (2,04%). Vergeleken met de census van 1995 is het aantal mensen met 5.312 (37,9%) toegenomen.

De bevolkingsdichtheid van Sulat was ten tijde van de laatste census, met 19.322 inwoners op 150,01 km², 128,8 mensen per km².